# Ла Пјетра-Саборело (Асти)
Ла Пјетра-Саборело је насеље у Италији у округу Асти, региону Пијемонт.
Према процени из 2011. у насељу је живело 68 становника. Насеље се налази на надморској висини од 241 м.